# سیارک ۹۴۸۲
سیارک ۹۴۸۲ (به انگلیسی: 9482 Rubendario، نامگذاری:4065P-L) نه هزار و چهارصد و هشتاد و دومین سیارک کشف شده‌است که در ۲۴ سپتامبر ۱۹۶۰ کشف شد.
قدر مطلق سیارک برابر ۱۵٫۶۰ است.